# مانويل لونا
مانويل لونا (بالإسبانية: Manuel Luna)‏ هو ممثل إسباني، ولد في 1888 في إسبانيا، وتوفي في 9 يونيو 1958 بمدريد في إسبانيا.

## وصلات خارجية
- مانويل لونا على موقع IMDb (الإنجليزية)
- مانويل لونا على موقع قاعدة بيانات الفيلم (الإنجليزية)